# Sjekose
Sjekose (Сјекосе) è un centro abitato della Bosnia ed Erzegovina, compreso nel comune di Čapljina.